# Паулина Горанов
Паулина Мария Горанов (родена 1997) е полска певица от български произход.

## Биография
Майката на Паулина е полякиня, а баща ѝ е българин. Израства в Полша, където работи като бизнес представител в логистична фирма.
От малка се занимава с танци и рисуване. С пеене се занимава от 7-годишна. Има завършено 3-годишно обучение за поп и джаз пеене в Полша, където бележи значими успехи и се явява на международни фестивали. Изнася концерти. През 2017 г. се мести за постоянно в България, където участва в музикалното шоу „Гласът на България“.

## Телевизионни участия
- 2017 – участва в надпреварата в музикалното шоу „Гласът на България“, където отпада на полуфинал в отбора на Камелия
- 2021 – участва в третия сезон на „Игри на волята“, където завършва на трето място.[3]
- 2023 – участва в Звездите в нас като имитатор на Лейди Гага

## Дискография
- 2021 – „Чест“
- 2021 – Marso x Paulina – Bedroom (албум)